# Rebecca Stephens
Rebecca Stephens, född Rebecca Louise Stephens 30 juli 1982 i Brighton, England, även känd som RiotBecki och Becki Pipette, är en engelsk sångerska. Hon var en av tre sångerskor i det brittiska bandet The Pipettes, från 2003 till 2008; det var då hon använde artistnamnet Becki Pipette.

## Diskografi

### Med The Pipettes
Studioalbum
- 2006 – We Are the Pipettes

EPs
- 2006 – Meet the Pipettes
- 2006 – Your Kisses Are Wasted on Me

Singlar
- 2004 – "Pipettes Christmas Single" (gratissingel som delades ut i samband med konserter)
- 2005 – "I Like a Boy in Uniform (School Uniform)"
- 2005 – "ABC"
- 2005 – "Judy"
- 2005 – "Dirty Mind"
- 2006 – "Your Kisses Are Wasted on Me"
- 2006 – "Pull Shapes"
- 2006 – "Judy" (ny version)

### Med Jesca Hoop
Studioalbum
- 2011 – Snowglobe
- 2013 – The Complete Kismet Acoustic
- 2014 – Undress